# تلدة
تلْدَة (بالإسبانية: Telde) مدينةٌ في شرق جزيرة قنارية الكبرى تبعد بنحو 4 كيلومترات عن الساحل. هي الثانية بعد أكبر مدينة من حيث عدد السكان في الجزيرة والرابعة في مجموع جزر قنارية. هي أقدم مدن الجزيرة وعاصمتها الأولى وقد أُسست بموجب مرسومٍ بابَوِيٍّ في عام 1351 للميلاد. كانت تلدة في ما مضى مجتمعا فلاحيا ينتج بالأساسِ قصبَ السكر والموز والطماطم، واليوم غدتِ الصناعة العملَ الرئيسَ في تلدةَ وما يليها فأضحت مركزَ الجزيرة الصناعيَّ. تحوي تلدة واحدًا ومئةَ موقعٍ أثريٍّ من بينها كهف الأبواب الأربعة.

## السكان
بلغ عدد سكان مدينة تلدة 101.375 نسمة عام 2011 (وفقاً للمعهد الوطني للإحصاء الإسباني).
| 84.389 | 86.037 | 91.160 | 96.547 | 98.399 | 100.015 | 101.375 |

## معرض صور

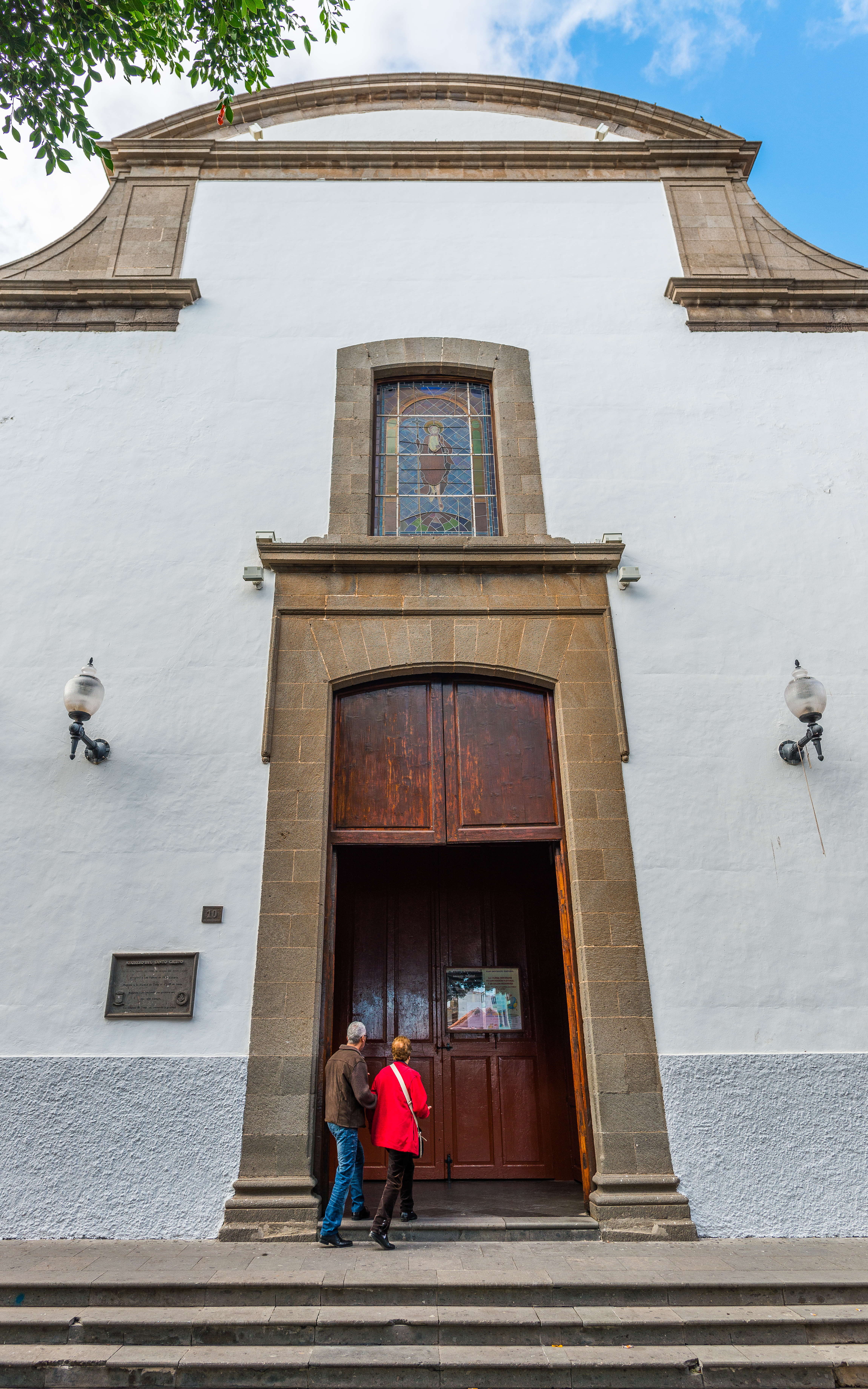
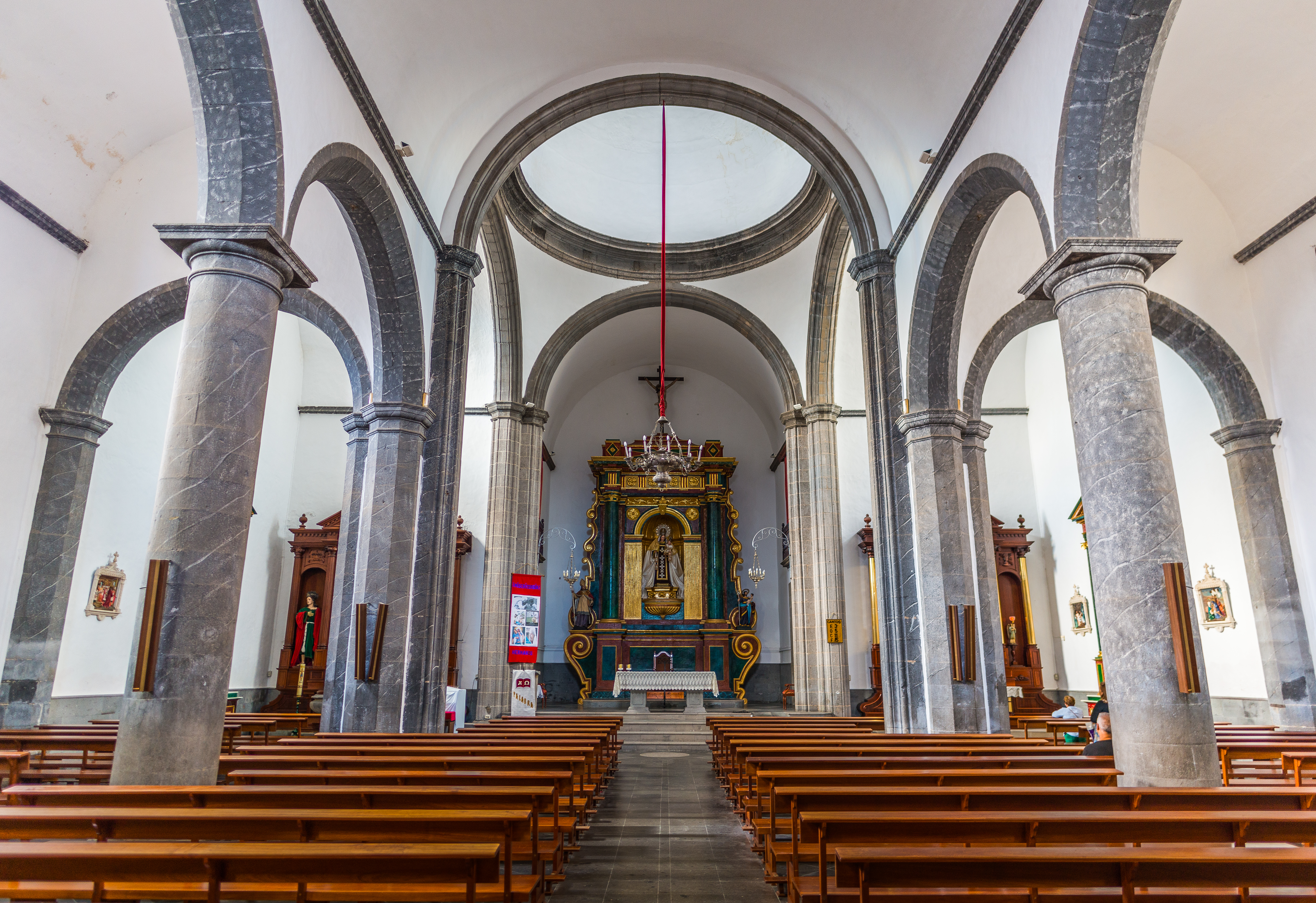
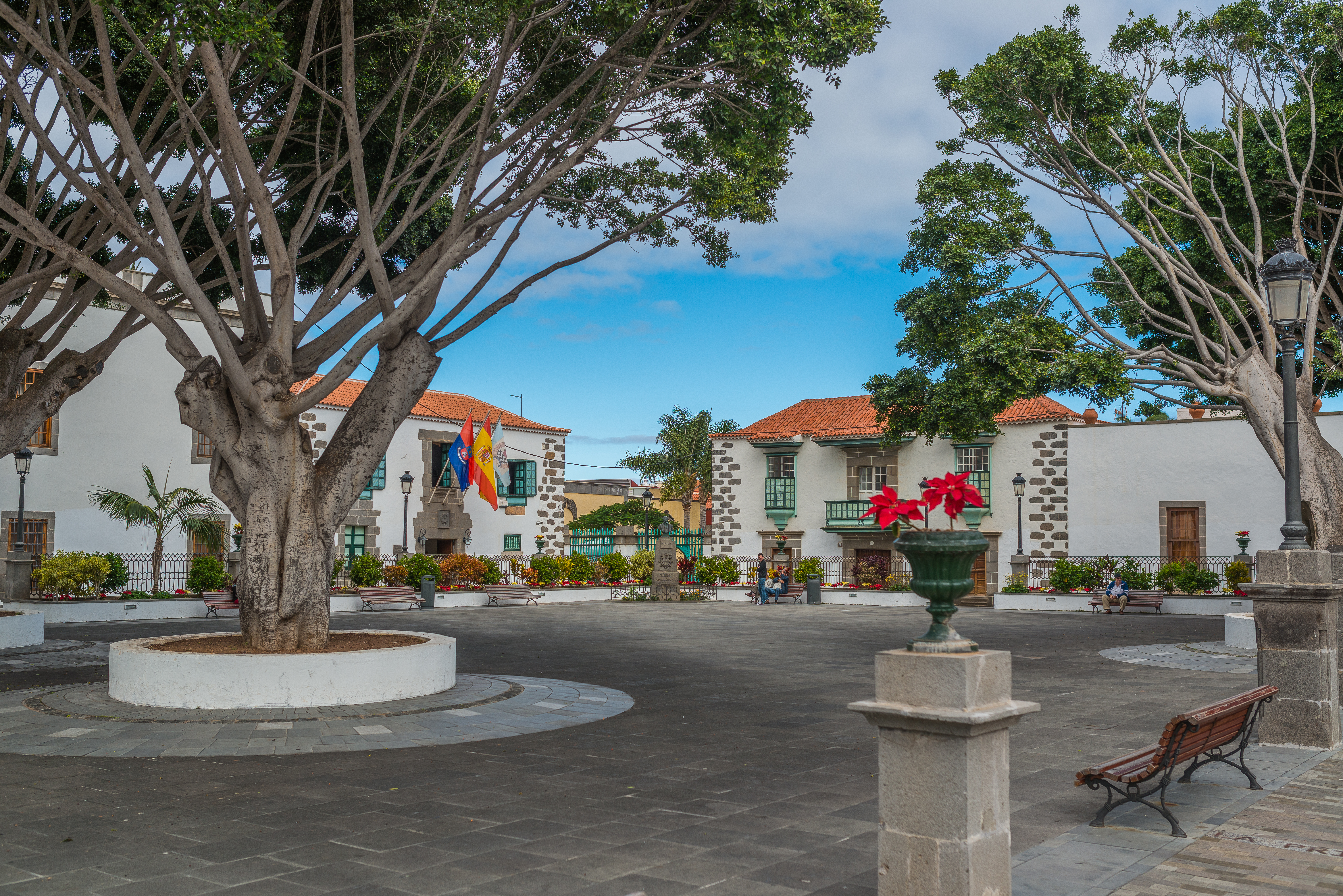
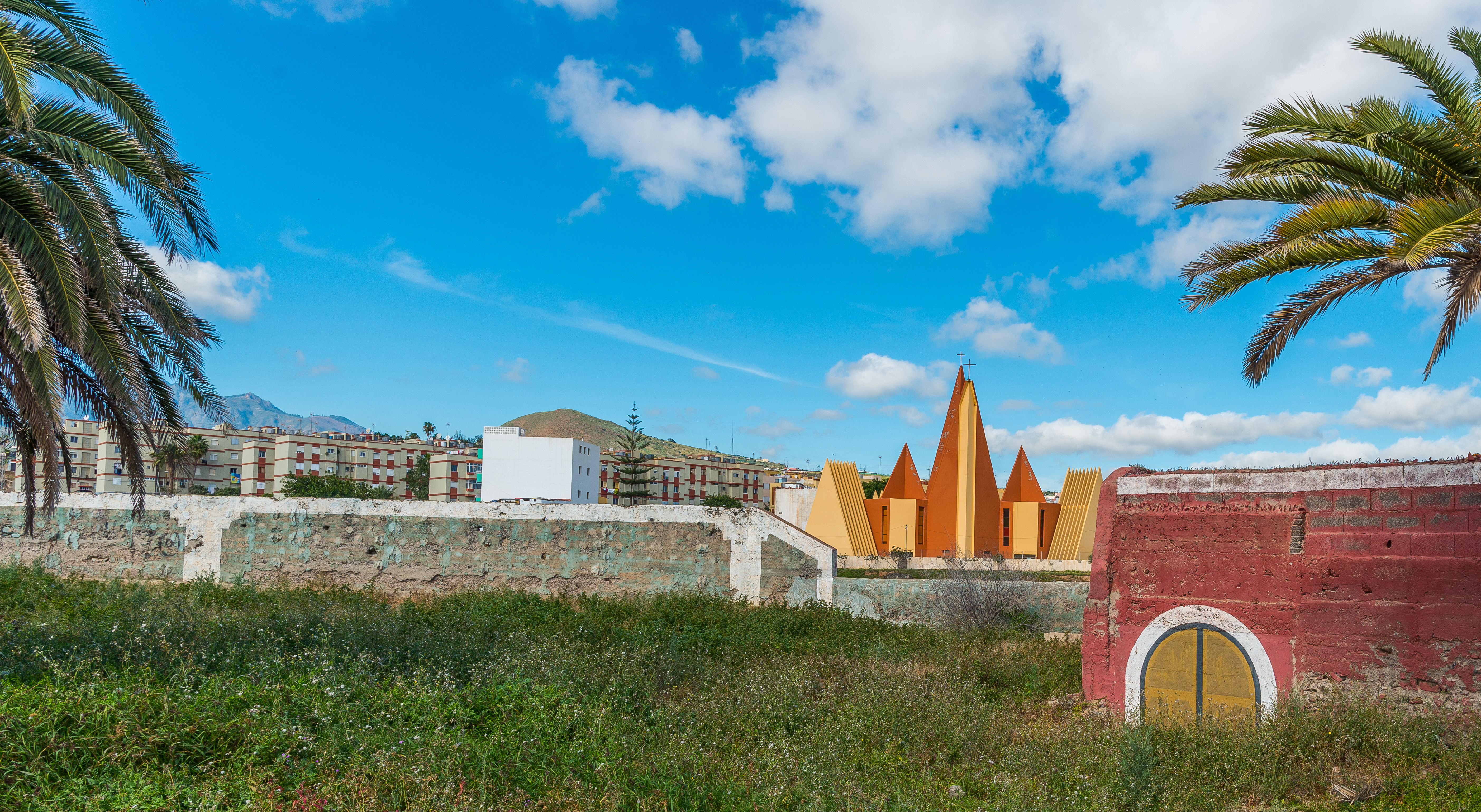
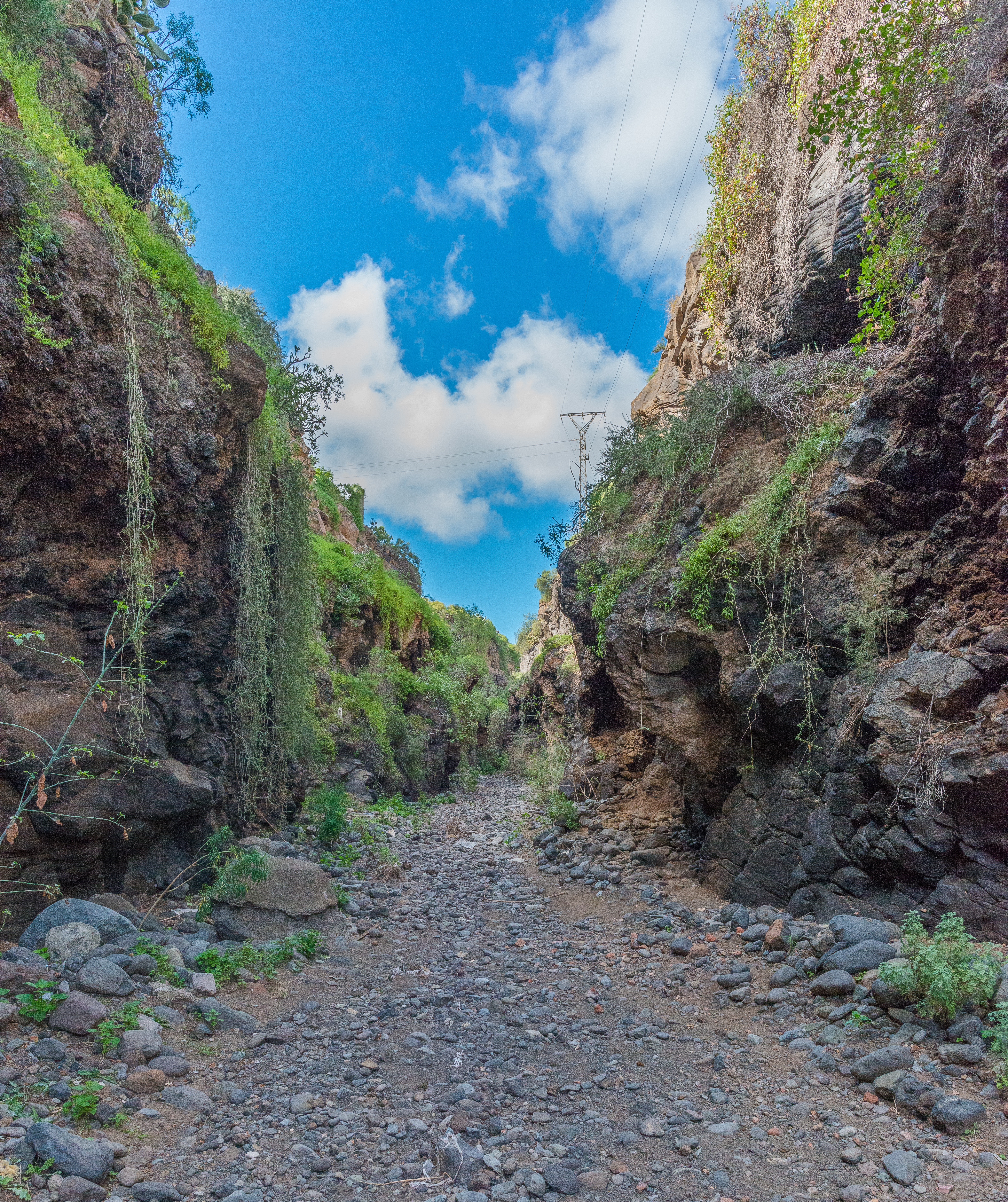
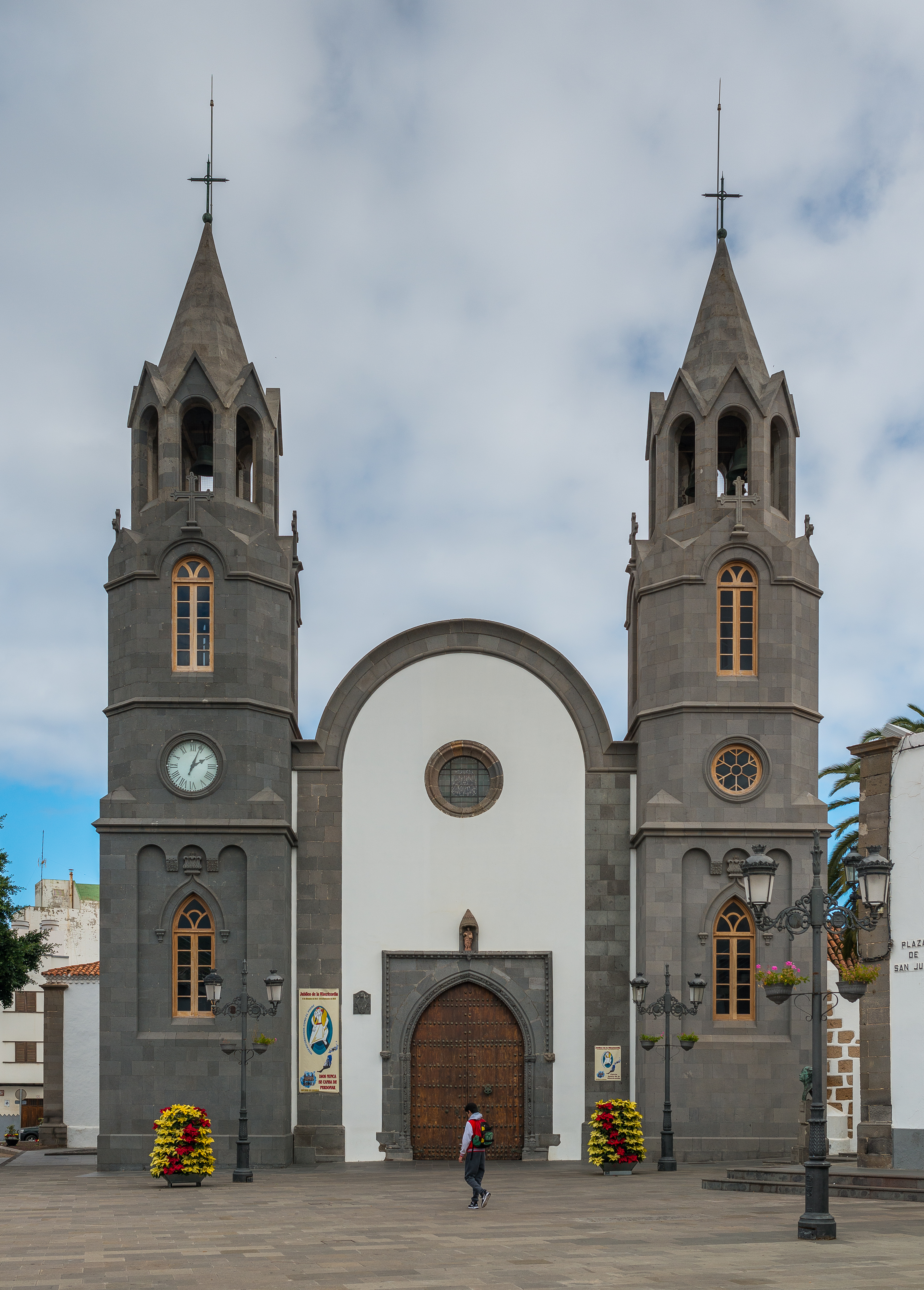

## أعلام
- خوسيه فيليز
- جايمي لوبيز
- روكي ميسا